# Межовка (притока Багряжа)
Межо́вка (рос. Межовка) — річка в Кіясовському та Сарапульському районах Удмуртії, Росія, права притока Багряжа.
Річка починається на південний схід від села Косолапово Кіясовського району. Протікає спочатку на схід, потім, при в ході на територію Сарапульського району, різко повертає на південь, а потім плавно — на південний захід. Впадає до Багряжа південніше присілка Юрино. Нижня течія проходить через лісові масиви. Створено ставок.
На річці розташований присілок Юрино, де збудовано міст.